# SAE International
SAE Інтернешнл (англ. SAE International), раніше — Співтовариство автотранспортних інженерів (англ. Society of Automotive Engineers) — розташована в Сполучених Штатах організація професійних інженерів, що працюють в авіаційній, космічній, автомобільній промисловості та в індустрії комерційних транспортних засобів. Співтовариство координує розвиток технічних стандартів, виходячи із найкращого досвіду, зібраного та описаного комітетами SAE, цільовими групами професійних розробників у відповідних галузях. SAE Інтернешнл має загалом більше 120 000 членів. Членство надається для окремих персон індивідуально, а не для компаній. Окрім розвитку стандартів, SAE Інтернешнл також надає ресурси для проєктів і програм навчання в «Системі STEM», для сертифікації персоналу та для проведення конкурсів університетських технічних проєктів за «Програмами CDS».

## Історія
Розвиток автомобільної промисловості та збільшення кількості автовиробників на початку 1900-х років як у цілому світі, так і в Сполучених Штатах, обумовив потребу в ефективному вирішенні конструкторських проблем та в розвитку технічних стандартів. Одним із рушіїв цього процесу міг бути «вільний обмін ідеями» між автомобільними інженерами для можливості розширення власних знань.

Два видавці журналів, Пітер Хелдт (англ. Peter Heldt) — журналу «Безкінний Вік» (англ. "The Horseless Age") та Горацій Светланд (англ. Horace Swetland) — журналу «Автомобіль» (англ. "The Automobile") були зачинателями концепції SAE. У своїй передовій статті, яку Хелдт написав у 1902 р., він сказав:
Зараз для автовиробників існує вагома тенденція дотримуватися деяких загальноприйнятих напрямків у конструюванні, постійно виникають технічні питання, які вимагають рішень від кооперації техніків, пов'язаних із промисловістю. Такі питання можуть найкраще вирішуватися технічними співтовариствами. Полем діяльності для таких технічних співтовариств може бути технічна сторона автомобілів.
«Співтовариство автомобільних інженерів» було засноване в Нью-Йорку в 1905 р. Горацій Светланд став першим службовцем SAE. Чотири службовці і п'ять менеджерів були першими його волонтерами. У 1905 р. першим президентом був Ендрю Райкер (англ. Andrew Riker), а Генрі Форд (англ. Henry Ford) був першим віце-президентом співтовариства. Членство на той час коштувало інженерам US$10 щорічно.
За перші 10 років кількість членів SAE невпинно зростала, і товариство ввело штатних співробітників із «повною зайнятістю» та розпочало видавати технічний журнал і всесторонню збірку технічних документів, що початково називалась «Відомостями SAE» (англ. "SAE Transactions"), та яка залишається існувати і до сьогодні у форматі «Журнали SAE Інтернешнл» (англ. "SAE International's Journals"). Станом на 1916 р. SAE мала 1800 членів. На щорічній зустрічі, яка відбулася того ж року, представники від «Американського товариства інженерів аеронавтики», «Товариства тракторних інженерів», а також представники управління суднобудівною промисловістю зробили пропозицію для SAE наглядати за технічними стандартами у їх галузях. Аеронавтика на той час була ще молодою галуззю. Першу підтримку концепції співтовариства надавали інженери Томас Едісон (англ. Thomas Edison), Ґленн Куртісс (англ. Glenn Curtiss), Ґленн Мартін (англ. Glenn Martin) та Орвілл Райт (англ. Orville Wright).
Після зустрічі в 1916 нова організація, представляла інженерів усіх професій, пов'язаних із транспортом. Член SAE Елмер Сперрі (англ. Elmer Sperry) створив термін «автотранспортний» (англ. "automotive") від грецького autos (себе), латинського motivus (що рухається) для представлення будь-якого транспортного засобу, здатного себе пересувати. «Співтовариство автомобільних інженерів» (англ. the Society of Automobile Engineers) стало «Співтовариством автотранспортних інженерів» (англ. the Society of Automotive Engineers).
Під час Першої світової війни президентом був Чарльз Кеттерінг (англ. Charles Kettering). У цей час було наголошено про важливість розвитку членської діяльності через регіональні відділення, названі «секціями». Після Другої світової війни Співтовариство встановило зв'язки із іншими Органами з стандартизації та Співтовариствами автотранспортних інженерів інших країн і заснувало секції в таких державах, як Бразилія, Індія, Китай, Росія, Румунія та Єгипет. До 1980 року кількість членів перевершила 35 000 осіб і протягом наступних двох десятиліть співтовариство ставало дедалі більшим, більш глобальним, більш різноманітним і більш оперативним.
З 2010 року співтовариство нараховує понад 120 000 членів, більше чверті з яких — з-поза меж Північної Америки.

## Ключові моменти історії
| Дата | Події |
| ---- | --- |
|      | 1900-ті |
| 1904 | Едвард Трейсі Бірдсалл (англ. Edward Tracy Birdsall), засновник «Американського інституту інженерів-електриків» (англ. American Institute of Electrical Engineers), запросив зацікавлених осіб до «Автомобільного клубу Америки» (англ. Automobile Club of America) на 753 5-й Авеню у Нью-Йорку для створення товариства інженерів, пов'язаних із усіма аспектами автомобілів. До запрошених входили Горацій Светланд, видавець каталогу Автомобіль (англ. The Automobile), та семеро інших. Генрі Форд, не дивлячись на запрошення, не прийшов. |
| 1905 | 30 засновників співтовариства автомобільних інженерів зустрілись у Нью-Йорку, щоб обрати керівний склад. Серед них були: Президент: Ендрю Л. Райкер, конструктор двигунів «Компанії Локомобіль Америки» (англ. Locomobile Company of America); Перший Віце-Президент: Генрі Форд; Другий Віце-Президент: Джон Вілкінсон (англ. John Wilkinson), конструктор двигунів «Автомобільної компанії Франкліна» (англ. Franklin Automobile Company); Секретар-скарбник: Едвард Бірдсал. Рада SAE: Горацій Светланд, видавництво каталогу «Авомобіль» (англ. ”The Automobile”); Ален Вайтінг (англ. Allen H Whiting), виробник «Авто Вайтінга» у Нью-Йорку (англ. The Whiting auto); Хайрам П. Максім (англ. Hiram P Maxim), «Компанія електричних транспортних засобів» (англ. The Electric Vehicle Company); Хам В. Алден (англ. Hhim himW Alden), «Компанія електричних транспортних засобів» (англ. The Electric Vehicle Company); Гіббс (англ. LT Gibbs); Х. Вандербік (англ. H Vanderbeek) |
| 1906 | Співтовариство налічує 52 зареєстрованих членів. Участь у зустрічі взяли 32 члени, що представляли дев'ять штатів. Видано три примірники Вісника SAE, Том 1, № 0. |
| 1907 | Близько 100 зареєстрованих членів. |
| 1908 | Близько 150 зареєстрованих членів. |
| 1909 | Співтовариством започатковано логотип SAE. Кількість членів досягла 400. |
| 1911 | SAE формально зареєстровано в Нью-Йорку. За рішенням суду фактично розпущено «Співтовариство ліцензованих виробників автомобілів» (англ. The Association of Licensed Automobile Manufacturers (ALAM)). SAE приймає технічний відділ ALAM, започаткувавши програму стандартизації SAE. SAE відкриває асоціативне членство для будь-кого «відповідно до його комерційної чи фінансової можливості». Засновано Вісник SAE. |
| 1912 | SAE видав свій перший стандарт. ALAM офіційно розпущено. |
| 1913 | Кількість членів досягла 1 700. |
| 1914 | Розпочато видавництво річної збірки стандартів у «Книзі даних SAE» (англ. SAE Data Book). |
| 1915 | SAE переносить штаб-квартиру в «Дім інженерних співтовариств» (англ. Engineering Societies Building). Зусилля SAE в галузі стандартизації зменшують кількість різних типів стопорних шайб, що застосовувалися у транспортних засобах, на 90 % (початково 300), зменшують кількість розмірів стальних безшовних труб з 1600 до 221. У Корнелльському університеті (англ. Cornell University) сформовано перше студентське відділення. |
| 1916 | SAE відкриває офіс у Детройті. До співтовариства прийняті члени «Американського співтовариства авіаінженерів» (англ. the American Society of Aeronautical Engineers), «Співтовариства тракторних інженерів» (англ. the Society of Tractor Engineers), «Національної асоціації виробників двигунів та суден» (англ. the National Association of Engine and Boat Manufacturers), «Національної асоціації газових двигунів» (англ. the National Gas Engine Association) і «Американського співтовариства сільськогосподарських інженерів» (англ. the American Society of Agricultural Engineers). «Національна асоціація газових двигунів» (англ. the National Gas Engine Association) та «Національна асоціація виробників двигунів та суден» (англ. the National Association of Engine and Boat Manufacturers) поєднали роботу над своїми стандартами із SAE. SAE видає перший авіаційний стандарт.                                                                                      |
| 1917 | Елмер Сперрі (англ. Elmer Sperry) замість терміна «автомобільний» запропонував термін «автотранспортний» (англ. the «automotive»); SAE змінили акронім на «Співтовариство автотранспортних інженерів» у лютому. «Національна автомобільна торгова палата» (англ. National Automobile Chamber of Commerce) розпочала підтримку роботи над стандартами. Засновано «Офіс Вашингтон Округ Колумбія» у Трастовому домі Мюнсей (англ. the Munsey Trust Building). Проведено об'єднання із «Корпорацією Квотамейстер» (англ. Quartermaster Corps) для виробництва вантажівок Liberty а також із Департаментом збройних сил США та із «Корпорацією Сигнал» (армія Сполучених Штатів) (англ. Signal Corps) для виробництва двигунів аеропланів Liberty L-12. Засновано журнал SAE. |
| 1918 | У листі Орвілла Райта до Чарльза Уайтмена із «Witteman — Lewis Aircraft Company» він писав: «Мій дорогий містер Уайтмен! Якщо ваше ім'я не з'явиться в реєстрі SAE, я підозрюю, що переваги членства у співтоваристві будуть вам недоступні. Роботи, які охоплюють фахівці SAE, мають таку цінність, що будь-хто, хто ідентифікує себе із індустрією, повинен отримати членство». |
| 1919 | Кількість членів перевершує 4 300. |
|      | 1920-ті |
| 1920 | Кількість членів досягла 5 000, включаючи першу жінку-члена SAE Неллі M. Скотт (англ. Nellie M. Scott), скарбника компанії «Бантамський шарикопідшипник» (англ. Bantam Ball Bearing) із Бантаму, штат Коннектикут. |
| 1921 | Кількість стандартів SAE — 224. Журнал «Автотранспортна індустрія» (англ. Automotive Industries) оцінив, що стандарти SAE зберегли $750 мільйонів, або 15 % від вартості усіх проданих автомобілів. |
| 1922 | Кількість членів перевершила 5 000. |
| 1926 | Кількість членів перевершила 6 000. |
| 1927 | Започатковано першу нагороду SAE — «Медаль Братів Райт» — за найкращу статтю на тему літаків. |
| 1930 | 25-та річниця. Кількість членів перевершила 7 000. |
| 1933 | Сформовано «Комітет відповідності палив і мастил» (англ. Fuels and Lubricants Meetings Committee). |
| 1935 | Сформовано «Комітет відповідності тракторних і індустріальних силових установок». |
| 1936 | Створено перший «Комітет відповідності авіаційної продукції». |
| 1939 | Започатковане військове інженерне управління SAE для швидкого вирішення військових проблем. |
|      | 1940-ві |
| 1940 | Кількість членів досягає 5 855. |
| 1942 | Сформовано Військову раду для координування зусиль сил Союзників. |
| 1943 | В Детройті створено «Військовий офіс». |
| 1944 | Сформовано «Департамент спеціальних публікацій». |
| 1945 | Кількість членів перевершила 12 000. |
| 1946 | Сформоване «Технічне правління для розроблення стандартів з проєктування, виробництва, випробувань, контролю якості і реалізації». |
| 1947 | Встановлена формальна структура технічної відповідності. Сформовано «Комітет відповідності технічних матеріалів». |
| 1958 | Сформовано «Правління секціями» для керування окремими секціями SAE і інформування «Правління директорів SAE». |
|      | 1960-ті |
| 1961 | Кількість авіаційних стандартів 1 000. |
| 1966 | Публікації SAE охоплюють міжнародне співробітництво. |
| 1967 | До логотипу SAE додані слова «суша, море, повітря та космос». |
| 1973 | SAE запускає перший конкурс проєктів для студентів коледжів, названий «Оздоровчо-екологічне змагання транспортних засобів» (англ. Recreational-Ecological Vehicle contest). |
| 1974 | SAE переносить штаб-квартиру в Торн Хілл у Уоррендейлі, що на 20 миль північніше від Піттсбурга, штат Пенсільванія. Уоррендейл охрестили Світовою штаб-квартирою SAE. |
| 1976 | SAE офіційно запроваджує свої «Серії університетських проєктів» (англ. Collegiate Design Series (CDS)). |
| 1977 | Співтовариство SAE започатковує нагороди для відзначення технічних і технологічних досягнень. |
| 1978 | Сформовано «Жіночий комітет SAE». |
|      | 1980-ті |
| 1981 | Розпочато змагання університетських проєктів Формула SAE (англ. Formula SAE). Опубліковано перше видання Аерокосмічного технічного журналу (англ. Aerospace Engineering Magazine). |
| 1983 | SAE розпочинає «Програму професійного розвитку» для навчання та сертифікації інженерів транспорту. |
| 1986 | SAE створює «Фонд SAE» для фінансування і розвитку освіти у математиці та науці. |
| 1990 | Започатковано фонд SAE «Світ у русі» (англ. A World In Motion (AWIM)) із специфічною метою привнесення нового стилю педагогіки у фізичні науки із ступенями «чотири, п'ять, шість». SAE встановлює Інститут звітності в роботі, некомерційний філіал, для розвитку забезпечення стандартами і, відповідно, систем відповідності. SAE утворює свій перший міжнародний філіал «SAE Бразилії» |
|      | 2000-ті |
| 2002 | SAE організовує свій другий філіал, «SAE Індія». |
| 2004 | «Інститут британських перевізників і автовиробників» (англ. Institute of British Carriage and Automobile Manufacturers (IBCAM)) Великої Британії об'єднується із Мідлендською секцією SAE, сформувавши «SAE Великої Британії». Членство в SAE перевершує 84 000. |
| 2005 | Кількість аерокосмічних стандартів SAE становить 6 200. SAE святкує свою 100-річну річницю |
| 2006 | SAE офіційно змінює свою назву із «Співтовариство автотранспортних інженерів» на «SAE International» для того, щоб відобразити всезростаючі міжнародну діяльність та членство. |
| 2010 | Кількість членів SAE перевершила 120 000. |
| 2012 | SAE International отримала права власності на «Tech Briefs Media Group» шляхом придбання акцій цієї медіа-групи. |

## Стандарти SAE та їх статус
SAE International забезпечує співробітництво зацікавлених компаній, державних установ, дослідницьких інститутів та консультантів з метою розроблення технічних стандартів і методик з проєктування, виробництва та із забезпечення відповідності характеристик транспортних засобів і їх складових частин. Безпосередньо документи SAE не мають юридичної сили, але на них у деяких випадках посилаються NHTSA та Transport Canada у своїх автомобільних Правилах, що діють в США та в Канаді. За межами Північної Америки документи SAE не є першоджерелом технічних Правил для транспортних засобів. У більшості держав світу діють технічні Правила, розроблені робочими групами експертів Всесвітнього Форуму з гармонізації Правил для транспортних засобів Європейської економічної комісії ООН. Продовжуються зусилля із гармонізації, зближення та усунення розбіжностей між Правилами, що діють в Північній Америці, і які базуються на технічних приписах SAE, із приписами Правил ЄЕК ООН, які діють у більшості держав світу. В США роботу координує NHTSA, але остаточних результатів і досі немає.

### Основоположні стандарти для наземних транспортних засобів
Співтовариством SAE опубліковані більше, ніж 2600 технічних стандартів і методик для пасажирських автомобілів та інших дорожніх транспортних засобів. Вони охоплюють методи вимірювання потужності двигуна, класифікацію моторних олив, класифікацію розмірів кріпильних деталей та гаражних інструментів, стандарти на з'єднувачі і коди систем OBD-II. Співтовариством також опубліковані стандарти і методики з вимогами до фар та інших зовнішніх світлових пристроїв, гальмівних систем, робочих рідин автоматичних трансмісій, з'єднувальних мереж, зарядних систем транспортних засобів, ергономіки транспортних засобів та багато інших аспектів дизайну, конструкції, виконання і довговічності транспортних засобів.
Стандарти для наземних транспортних засобів розробляють більше 400 технічних робочих груп, які об'єднують понад 4000 фахівців і технічних експертів зі всього світу. Роботу цих фахівців і технічних груп координують науково-технічні ради:
- Рада механічних транспортних засобів (англ. Motor Vehicle Council).
  - Група систем шасі (англ. Chassis Systems Group).
  - Група систем безпеки транспортних засобів (англ. Vehicle Safety Systems Group).
  - Група систем зовнішніх світлових пристроїв (англ. Lighting Systems Group).
  - Група інженерних систем транспортного засобу (англ. Vehicle Engineering Systems Group).
  - Група електричних систем (англ. Electrical Systems Group).
  - Групи електричних силових приводів (англ. Electrified Powertrain Groups).
  - Групи силових приводів з двигунами внутрішнього згоряння (англ. IC Powertrain Groups).
  - Групи зелених технологій (англ. Green Technology Groups).
  - Комітет якості та покращання процесів на автотранспорті (англ. Automotive Quality and Process Improvement Committee).
  - Комітет управління розвитку сервісу (англ. Service Development Steering Committee).
- Рада вантажівок і автобусів (англ. Truck and Bus Council).
- Рада палив та мастил (англ. Fuels and Lubricants Council).
- Рада матеріалів, процесів та складових частин (англ. Materials, Processes, and Parts Council).
- Рада будівельних, сільськогосподарських та позадорожніх машин (англ. Construction, Agricultural, and Off-Road Machinery Council).
- Рада спеціалізованих транспортних засобів та обладнання (англ. Specialized Vehicle and Equipment Council).

### Аерокосмічні стандарти
Співтовариством SAE опубліковані більше 6 400 технічних документів для аерокосмічної промисловості. Сюди входять: аерокосмічні стандарти (англ. Aerospace Standards (AS)), аерокосмічні методичні рекомендації (англ. Aerospace Recommended Practices (ARP)) та аерокосмічні інформаційні звіти (англ. Aerospace Information Reports (AIR)). Всього опубліковано 22 000 стандартів для аерокосмічної галузі (AS) та технічних характеристик матеріалів для авіації і космонавтики (AMS).
Аерокосмічні стандарти застосовуються до ракет, корпусів літальних апаратів, обладнання для наземних служб, двигунів, повітряних гвинтів та додаткового обладнання. Стандарти на аерокосмічні матеріали, призначені для застосування в авіації і космонавтиці, є предметом «Управління матеріалознавства стандартів аерокосмічних матеріалів» (англ. Aerospace Standards governing materials science and engineering).
Аерокосмічні методичні рекомендації рекомендовані для технічного застосування.
Аерокосмічні інформаційні звіти містять загальноприйняті технічні дані і інформацію.
Стандарти для авіаційних і космічних транспортних засобів розробляють технічні робочі групи, які об'єднують фахівців і технічних експертів, що представляють розробників і виробників аерокосмічних транспортних засобів і постачальників сировини, матеріалів, складових частин та обладнання. Роботу цих фахівців і технічних груп координують відповідні комітети SAE, які згруповані у групи за напрямками діяльності:
- Група комітетів головних аерокосмічних проєктів (англ. Aerospace General Projects Group Committees).
- Група комітетів авіаційних систем (англ. Aircraft Systems Group Committees).
- Група комітетів аерокосмічних електронних і електричних систем (англ. Aerospace Electronics & Electrical Systems Group Committees).
- Група комітетів аерокосмічних механічних і гідравлічних систем (англ. Aerospace Mechanical & Fluid Systems Group Committees ).
- Група комітетів аерокосмічних систем, що відносяться до авіоніки (англ. Aerospace Avionic Systems Group Committees).
- Група комітетів аерокосмічних двигунів (англ. Aerospace Propulsion Group Committees).
- Група комітетів аерокосмічних матеріалів (англ. Aerospace Materials Group Committees).
- Група комітетів надійності, ремонтопридатності, забезпеченості та логістики (G-11) (англ. Reliability, Maintainability, Supportability, and Logistics Group Committees (G-11)).
- Група комітетів роботи аеропортів/наземних служб та обладнання (англ. Airport/Ground Operations and Equipment Group Committees).

## Події, конференції, зустрічі та симпозіуми
SAE організовує та адмініструє понад 25 міжнародних зустрічей та виставок щорічно, які охоплюють технічні аспекти з проєктування, виробництва і технологій усього життєвого циклу автотранспорту, аерокосмічних засобів, позадорожніх транспортних засобів, вантажівок та автобусів, палив і мастил та всього іншого, пов'язаного із транспортною промисловістю. Ці зустрічі збирають разом інженерів і технічних експертів із усього світу для обміну інформацією і об'єднання.
Кожен із трьох секторів промисловості мають первинні конгреси:
- Світові конгреси та виставки SAE (англ. SAE World Congress and Exhibition) проводяться щорічно для виробників пасажирських автомобілів.
- Конгреси SAE з проєктування комерційних транспортних засобів (англ. SAE Commercial Vehicle Engineering Congress) проводяться щорічно для виробників транспортних засобів, призначених для перевезень вантажів, будівництва та сільськогосподарського призначення.
- Конгреси SAE та виставки з аерокосмічної техніки (англ. SAE AeroTech Congress & Exhibition), проводяться кожні два роки для аерокосмічної промисловості.

Інші відомі конференції, включаючи Конвергенцію (англ. Convergence), що, в основному, охоплює автотранспортну електроніку, (проводяться кожні два роки) та Міжнародна конференція з екологічних систем (англ. International Conference on Environmental Systems), що зосереджується на замкнених космічних системах (проводяться кожні два роки).
Симпозіуми SAE (англ. SAE Symposia) — одноденні чи триденні зустрічі, що зосереджуються на новітніх технологіях, новому застосуванню новітніх технологій чи на інших актуальних технічних проблемах.
Додаткові діяльність та зустрічі організовуються на регіональному рівні секціями чи університетськими відділеннями.

## Професійний ріст
Одним із важливих завдань SAE є забезпечення можливості неперервного навчання. Окрім конференцій і зустрічей, SAE також пропонує більше, ніж 450 різноманітних заходів з підвищення кваліфікації щорічно. Це семінари та заняття, які проводяться як аудиторно, так і дистанційно. Усі семінари офіційно визнані як Модулі Неперервного навчання (CEU) (англ. Continuing Education Units (CEUs)) та як Години Підвищення Кваліфікації (PDH) (англ. Professional Development Hours (PDHs)) Міжнародною Асоціацією Неперервного Навчання та Тренінгу (IACET) (англ. International Association for Continuing Education & Training (IACET)).

## Сприяння розвитку науково-дослідницької роботи учнів і студентів
Однією із найбільш невідкладних проблем, що виникла перед промисловістю на сьогодні, є зменшення кількості студентів, що беруть участь у наукових і технічних програмах. Таке зменшення і його наслідки загрожують виникненню і зростанню невідповідності рівня кваліфікації робочої сили до вимог майбутнього.
SAE International залучився до вирішення цієї проблеми, започаткувавши у 1986 році Фонд SAE (англ. SAE Foundation), призначений для підтримки розвитку наукової і технічної освіти. Фонд SAE заохочує і підтримує здобуття і розвивання знань, навичок, умінь та досвіду у науці, технологіях, техніці та у математиці.
Світ в русі (англ. A World In Motion (AWIM)) — це керована педагогами та підтримувана волонтерами-промисловцями програма, яка несе наукову, технологічну, технічну та математичну (англ. science, technology, engineering and math (STEM)) освіту для учнів дошкільної освіти за 12-рівневою шкалою. Перевірені за національними стандартами, програми AWIM, які охоплюють закони фізики, руху, польоту та електроніки, впроваджені у шкільні навчальні програми для відповідного вікового рівня.

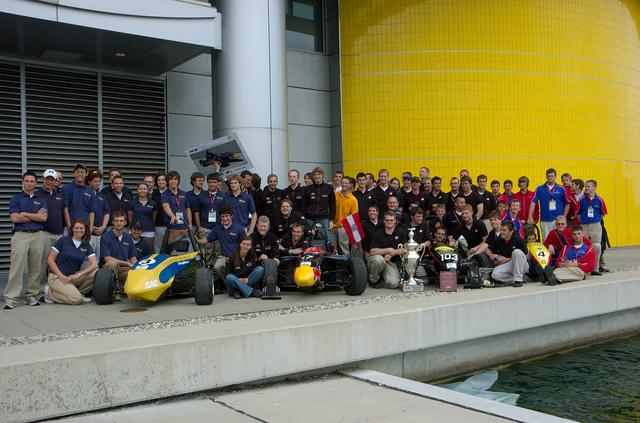
Фіналісти конкурсу проєктів «Формула SAE» 2007 року. Зліва-направо студентські команди: Мічиганського університету, Технічного університету Граца (Австрія), Університету Вісконсин-Медісон та Канзаського університету. На фото відсутня команда Пенсильванського університету

Серія університетських проєктів SAE (англ. SAE Collegiate Design Series (CDS)) забезпечує можливість для студентів вищих навчальних закладів виходити за рамки теоретичних знань підручників і відтворити процеси розроблення проєктів та їх виробництва. У програмах CDS певна компанія хоче продати продукт для специфічного сегменту ринку, наприклад, радіокерований літак, одномісний позашляховик, чи одномісний спортивний автомобіль типу «Формула-1». Замість того, щоб проєктувати, виготовляти та випробовувати продукт у себе, ця компанія із виконавця перетворюється на замовника, і надсилає свої вимоги для надання пропозицій (об'являє конкурс). Студентські колективи виступають як постачальники, і проєктують, будують і випробовують прототип транспортного засобу, який, імовірно, буде відповідати технічним вимогам компанії-замовника. Потім кожна команда представляє свої прототипи замовнику на щорічних конкурсах для їх оцінювання за рядом критеріїв. Команда, яка набирає найбільшу кількість балів, виграє контракт.
Щорічно ці змагання проєктів збирають більше, ніж 4500 студентів із понад 500 університетів із усього світу. Програми змагань проєктів SAE CDS розвиваються за наступними напрямками:
- Аеро — проєкти SAE;
- Всюдиходи SAE;
- Конкурс чистих снігокатів SAE;
- Формула SAE;
- Формула гібридних транспортних засобів;
- Суперпробіг SAE.

## Публікації
SAE International розпочав публікувати технічну інформацію, починаючи з 1906 року. Станом на 2013 рік публікуються (у паперовому вигляді) та/або видаються у цифровому вигляді наступні видання:
- Індустріальні журнали, які публікуються щомісячно та видаються у «цифровому варіанті»:
  - «Міжнародна автотранспортна інженерна діяльність» (англ. Automotive Engineering International).
  - «Аерокосмічна інженерна діяльність та виробництво» (англ. Aerospace Engineering and Manufacturing).
  - «Інженерна діяльність SAE в галузі позадорожніх транспортних засобів» (англ. SAE Off-Highway Engineering).
- Індустріальні журнали, які публікуються щомісячно:
  - «SAE в галузі електрифікації транспортних засобів» (англ. SAE Vehicle Electrification)
  - «Інженерна діяльність в галузі вантажівок і автобусів» (англ. Truck & Bus Engineering).
  - «Інженерна діяльність SAE в галузі транспортних засобів» (англ. SAE Vehicle Engineering)
- Інші журнали, які щомісячно видаються у «цифровому варіанті»:
  - Електронний журнал новин «Модернізація» для членів SAE International (англ. Update – News for the Members of SAE International).
  - Електронний журнал «Імпульс» для студентів-членів SAE International (англ. Momentum – The magazine for student members of SAE International)
- Технічні книги — більше, ніж 100 на рік, які публікуються та видаються у «цифровому варіанті».
- Стандарти SAE (англ. SAE Standards), які як публікуються, так і видаються у «цифровому варіанті».
- Студентські ресурси (англ. Student Resources), де публікують статті, повідомлення, тези та іншу документацію як студентів, так і для студентів.
- Технічні газети SAE (англ. SAE Technical Papers), де публікують наукові статті, реферативні матеріали та повідомлення, технічну інформацію та описи, повідомлення.
- Збірки SAE (англ. SAE Collections), де публікують збірки наукових статей, реферативних матеріалів та іншої технічної інформації, що присвячені конкретній тематиці, конкретному напрямку досліджень тощо.
- Підписки SAE (англ. SAE Subscriptions), виконані за замовленням компанії, установи чи приватних осіб збірки наукових та технічних матеріалів.
- Наукові журнали SAE (англ. SAE International Scholarly Journals) За наступними напрямами:
  - «Аерокосмічний журнал SAE International» (англ. SAE International Journal of Aerospace).
  - «Журнал SAE International в галузі комерційних транспортних засобів» (англ. SAE International Journal of Commercial Vehicles).
  - «Журнал SAE International в галузі двигунів» (англ. SAE International Journal of Engines).
  - «Журнал SAE International в галузі палив і мастил» (англ. SAE International Journal of Fuels and Lubricants).
  - «Журнал SAE International в галузі матеріалів і виробництва» (англ. SAE International Journal of Materials and Manufacturing).
  - «Журнал SAE International в галузі пасажирських автомобілів — Механічні системи» (англ. SAE International Journal of Passenger Cars - Mechanical Systems).
  - «Журнал SAE International в галузі пасажирських автомобілів — Електронні та електричні системи» (англ. SAE International Journal of Passenger Cars - Electronic and Electrical Systems).
  - «Журнал SAE International в галузі альтернативних силових установок» (англ. SAE International Journal of Alternative Powertrains).